# Saison 3 de X-Files : Aux frontières du réel
Chronologie
Saison 2 Saison 4
Cet article présente le guide des épisodes de la troisième saison de la série télévisée américaine X-Files : Aux frontières du réel.

## Distribution

### Acteurs principaux
- David Duchovny (VF: Georges Caudron) : l'agent spécial Fox Mulder
- Gillian Anderson (VF: Caroline Beaune) : l'agent spécial Dana Scully

### Acteurs récurrents
- Mitch Pileggi (VF : Jacques Albaret) : le directeur-adjoint Walter Skinner (10 épisodes)
- William B. Davis (VF : Jacques Brunet) : l'homme à la cigarette (7 épisodes)
- Tom Braidwood : Melvin Frohike (5 épisodes)
- Steven Williams (VF : Denis Savignat) : Monsieur X (4 épisodes)
- Nicholas Lea : Alex Krycek (4 épisodes)
- Bruce Harwood : John Fitzgerald Byers (4 épisodes)
- Dean Haglund : Richard Langly (4 épisodes)
- Brendan Beiser : Pendrell (4 épisodes)
- Lenno Britos : Luis Cardinal (4 épisodes)
- Don S. Williams : le premier aîné (First Elder en VO) (4 épisodes)
- Sheila Larken : Margaret Scully (3 épisodes)
- John Neville : l'homme bien manucuré (3 épisodes)
- Rebecca Toolan : Teena Mulder (3 épisodes)
- Peter Donat : William Mulder (2 épisodes)
- Jerry Hardin : Gorge profonde (2 épisodes)
- Melinda McGraw : Melissa Scully (2 épisodes)
- Stephen McHattie : l'homme aux cheveux rouges (2 épisodes)
- Morris Panych : l'homme aux cheveux gris (2 épisodes)
- Floyd « Red Crow » Westerman : Albert Hosteen (2 épisodes)

## Commentaires
- La troisième saison est marquée par des évolutions sensibles touchant plus particulièrement le style narratif et les codes installés par la série au cours des saisons 1 et 2.

- Alors que les premiers épisodes présentaient une certaine atomicité et étaient indépendants les uns des autres (à l'exception des épisodes de l'arc mythologique et de ceux mettant en scène par deux fois le personnage de Eugene Victor Tooms, Compressions et Le Retour de Tooms), la série prend un tour davantage feuilletonnant, les scénaristes introduisant de nombreuses références dans les épisodes n'appartenant pas à l'intrigue du complot intergouvernemental. Le chien que Scully adopte à la fin de l'épisode Voyance par procuration est visible plus tard dans la série dans La Guerre des coprophages et Les Dents du lac. De même, dans Autosuggestion, lorsque le tueur Robert Patrick Modell se rend dans un supermarché, son attention est captée par la couverture d'un magazine à sensations montrant une illustration de la douve humaine vue dans L'Hôte (deuxième saison).

- Voyance par procuration se détourne d'une approche reposant uniquement sur le paranormal pour étudier la psychologie des protagonistes, non seulement Mulder et Scully mais encore le courtier en assurances, Clyde Bruckman, et le tueur. Le paranormal y est même tourné en dérision par l'entremise du personnage de Yappi, un parapsychologue charlatan que le FBI sollicite pour résoudre une série de meurtres visant exclusivement des médiums. La distanciation avec la dimension paranormale des affaires traitées dans la série constitue le socle de l'intrigue du Seigneur du Magma.

- Nombre d'épisodes se rapprochent davantage d'une enquête policière où le paranormal est seulement évoqué mais n'explique pas les énigmes auxquelles Mulder et Scully sont confrontés (La Guerre des coprophages, Le Visage de l'horreur, La Règle du Jeu, voire Les Dents du Lac).

- La conclusion objective et scientifique apportée par l'agent Scully au dénouement des enquêtes a laissé place à un monologue de l'agent Mulder opposant une analyse subjective commentant librement les faits.

- Les épisodes La Guerre des Coprophages, Âmes damnées et Le Seigneur du magma insufflent une dimension décalée et burlesque à la série, déjà entr'aperçue dans Faux frères siamois (deuxième saison). Dans Âmes damnées, on voit Mulder préparer puis déguster une boisson à base de vodka, alors qu'il ne boit « pratiquement jamais ». Enfin, la série cristallise, non sans humour, la jalousie dont fait montre l'agent Scully à l'égard de son partenaire lorsque ce dernier éprouve de l'attirance pour des femmes, respectivement l'entomologiste Bambi Berembaum et la détective Angela White. Pour autant, leur discussion au clair de lune reflète la relation d'amitié existant entre eux (Les dents du Lac).

- La troisième saison brise également une norme implicite en montrant deux scènes de relations sexuelles, l'une suggérée entre Mulder et la détective White (Âmes damnées), l'autre plus explicite entre le directeur adjoint Walter Skinner et une call-girl, Amanda Tapping (La Visite). D'autres scènes révèlent certains aspects de la vie privée de Scully et de Skinner ; il est précisé que Mulder est atteint de daltonisme (Hallucinations).

- Les épisodes appartenant à l'arc mythologique lèvent le voile sur la mystérieuse organisation chargée de dissimuler à la population toute preuve de l'existence des extra-terrestres. L'intrigue s'attarde plus longuement sur l'homme manucuré, incarné par John Neville et apparaissant dès le premier épisode, et suggère une connivence entre lui et le père de Mulder. Les épisodes Monstres d'utilité publique suggèrent l'existence d'expériences scientifiques eugénistes initiées après 1945 et continuées sous le sceau du secret. Le diptyque L'épave révèle l'existence d'une forme de vie extraterrestre matérialisée par une huile de couleur noire exhumée des profondeurs de l'océan Pacifique lors de la Seconde Guerre mondiale, capable de s'introduire dans le corps humain et d'irradier mortellement toute personne située à proximité. Les recherches de Mulder et Scully continuent à susciter l'attention de ce consortium secret, lequel essaiera, par tous les moyens possibles, de menacer l'existence même du service des affaires non classées (La Visite). Enfin, le dernier épisode suggère les prémices d'une guerre, menée sur Terre, entre deux espèces extraterrestres, bien que les objectifs du consortium demeurent opaques.

## Liste des épisodes

### Épisode 1:Le Chemin de la bénédiction
- États-Unis : 22 septembre 1995 sur FOX
- France : 14 septembre 1996 sur M6

- États-Unis : 19,94 millions de téléspectateurs[1] (première diffusion)

- Mitch Pileggi : Walter Skinner
- William B. Davis : l'homme à la cigarette
- Nicholas Lea : Alex Krycek
- Peter Donat : William Mulder
- Floyd « Red Crow » Westerman : Albert Hosteen
- Rebecca Toolen : Teena Mulder
- Melinda McGraw : Melissa Scully
- Sheila Larken : Margaret Scully
- John Neville : l'homme bien manucuré
- Tom Braidwood : Melvin Frohike
- Dakota House : Eric Hosteen
- Don S. Williams : le premier aîné
- Jerry Hardin : Gorge profonde
- Lenno Britos : Luis Cardinal

### Épisode 2:Opération presse-papiers
- États-Unis : 29 septembre 1995 sur FOX
- France : 14 septembre 1996 sur M6

- États-Unis : 17,2 millions de téléspectateurs[1] (première diffusion)

- Mitch Pileggi : Walter Skinner
- William B. Davis : l'homme à la cigarette
- Nicholas Lea : Alex Krycek
- Walter Gotell : Victor Klemper
- Floyd « Red Crow » Westerman : Albert Hosteen
- Melinda McGraw : Melissa Scully
- Sheila Larken : Margaret Scully
- John Neville : l'homme bien manucuré
- Tom Braidwood : Melvin Frohike
- Bruce Harwood : John Fitzgerald Byers
- Dean Haglund : Richard Langly
- Rebecca Toolan : Teena Mulder
- Don S. Williams : le premier aîné
- Lenno Britos : Luis Cardinal

### Épisode 3:Coup de foudre
- États-Unis : 6 octobre 1995 sur FOX
- France : 21 septembre 1996 sur M6

- États-Unis : 15,57 millions de téléspectateurs[1] (première diffusion)

- Giovanni Ribisi : Darin Peter Oswald
- Jack Black : Bart "Zero" Liquori
- Karen Witter : Sharon Kiveat
- Steve Makaj : Frank Kiveat
- Ernie Lively : shérif Teller
- Peter Anderson : Stan Buxton
- Kate Robbins : Mme Oswald
- Mar Andersons : Jack Hammond
- Brent Chapman : agent de sécurité

### Épisode 4:Voyance par procuration
- États-Unis : 13 octobre 1995 sur FOX
- France : 14 septembre 1996 sur M6

- États-Unis : 15,38 millions de téléspectateurs[1] (première diffusion)

- Peter Boyle : Clyde Bruckman
- Jaap Broeker : le stupéfiant Yappi
- Stuart Charno : le groom
- Frank Cassini : inspecteur Cline
- Dwight McFee : inspecteur Havez
- Alex Diakun : Tarot
- Karin Konoval : Mme Zelma

- Cet épisode a remporté deux Emmy Awards (meilleur scénario et meilleure guest-star masculine pour Peter Boyle).

### Épisode 5:La Liste
- États-Unis : 20 octobre 1995 sur FOX
- France : 21 septembre 1996 sur M6

- États-Unis : 16,72 millions de téléspectateurs[1] (première diffusion)

- Bokeem Woodbine : Sammom Roque
- Badja Djola : Napoleon "Neech" Manley
- Ken Foree : Vincent Parmelly
- April Grace : Danielle Manley
- J. T. Walsh : Warden Leo Brodeur
- John Toles-Bey : John Speranza
- Greg Rogers : Daniel Charez
- Mitchell Kosterman : Fornier
- Paul Raskin : Ullrich
- Denny Arnold : un gardien
- Craig Bruhnanski : un gardien
- Joseph Patrick Finn : Chaplain

### Épisode 6:Meurtres sur Internet
- États-Unis : 3 novembre 1995 sur FOX
- France : 28 septembre 1996 sur M6

- États-Unis : 14,83 millions de téléspectateurs[1] (première diffusion)

- Timothy Carhart : Virgil Incanto
- Catherine Paolone : Ellen Kaminsky
- James Handy : inspecteur Alan Cross
- Kerry Sandomirsky : Joanne
- Aloka McLean : Jesse
- Suzy Joachim : Jennifer
- Glynis Davies : Monica
- Randi Lynne : Lauren
- William MacDonald : l'agent Kazanjian

### Épisode 7:Corps astral
- États-Unis : 10 novembre 1995 sur FOX
- France : 28 septembre 1996 sur M6

- États-Unis : 15,91 millions de téléspectateurs[1] (première diffusion)

- Thomas Kopache : général Thomas Callahan
- Willie Garson : Quinton Freely
- Nancy Sorel : capitaine Janet Draper
- Don Thompson : lieutenant-colonel Victor Stans
- Ian Tracey : Leonard Trimble
- Paula Shaw : une infirmière
- Deryl Hayes : un docteur
- Rob Lee : l'amputé
- Andrea Barclay : Mme Callahan

### Épisode 8:Souvenir d'oubliette
- États-Unis : 17 novembre 1995 sur FOX
- France : 20 septembre 1997 sur M6

- États-Unis : 15,9 millions de téléspectateurs[1] (première diffusion)

- Tracey Ellis : Lucy Householder
- Michael Chieffo : Carl Wade
- Jewel Staite : Amy Jacobs
- Ken Ryan : Walt Eubanks
- Dean Wray : le conducteur d'un camion
- Jacques Lalonde : Henry
- David Fredericks : Larsen
- Sidonie Boll : Myra Jacobs

### Épisode 9:Monstres d'utilité publique,1repartie
- États-Unis : 24 novembre 1995 sur FOX
- France : 5 octobre 1996 sur M6

- États-Unis : 16,36 millions de téléspectateurs[1] (première diffusion)

- Raymond J. Barry : le sénateur Richard Matheson
- Brendan Beiser : l'agent Pendrell
- Tom Braidwood : Melvin Frohike
- Bruce Harwood : John Fitzgerald Byers
- Dean Haglund : Richard Langly
- Steven Williams : Monsieur X
- Stephen McHattie : l'homme aux cheveux roux
- Robert Ito : Dr. Shiro Zama
- Corrine Koslo : Lottie Holloway
- Yasuo Sakurai : Kazuo Sakurai
- Lori Triolo : Diane
- Mitch Pileggi : Walter Skinner
- Gillian Barber : Penny Northern

### Épisode 10:Monstres d'utilité publique,2epartie
- États-Unis : 1er décembre 1995 sur FOX
- France : 5 octobre 1996 sur M6

- États-Unis : 17,68 millions de téléspectateurs[1] (première diffusion)

- William B. Davis (VF: Jacques Brunet) : l'homme à la cigarette
- Steven Williams : Monsieur X
- Stephen McHattie : l'homme aux cheveux roux
- Brendan Beiser : l'agent Pendrell
- Robert Ito : Dr. Shiro Zama
- Mike Puttonen : le contrôleur
- Don S. Williams : le premier aîné
- Colin Cunningham : Escalante

- Le titre original 731 fait référence à l'unité 731.
- La tagline change : Apology is Policy (« les excuses sont notre politique »).

### Épisode 11:Révélations
- États-Unis : 15 décembre 1995 sur FOX
- France : 21 septembre 1996 sur M6

- États-Unis : 15,25 millions de téléspectateurs[1] (première diffusion)

- Kevin Zegers : Kevin Kryder
- Sam Bottoms : Michael Kryder
- Kenneth Welsh : Simmon Gates
- Michael Berryman : Owen Lee Jarvis
- Hayley Tyson : Susan Kryder
- R. Lee Ermey : le révérend Patrick Findley
- Lesley Ewen : Carina Maywald
- Fulvio Cecere : le prêtre
- Nicole Robert : Mme Tynes

### Épisode 12:La Guerre des coprophages
- États-Unis : 5 janvier 1996 sur FOX
- France : 5 octobre 1996 sur M6

- États-Unis : 16,32 millions de téléspectateurs[1] (première diffusion)

- Dion Anderson : le shérif Frass
- Raye Birk : Dr. Jeff Eckerley
- Alex Bruhanski : Dr. Bugger
- A. J. Buckley : Dube
- Bill Dow : Dr. Newton
- Ken Kramer : Dr. Inanov
- Tyler Labine : le nettoyeur
- Nicole Parker : Chick
- Bobbie Phillips : Dr. Bambi Berenbaum
- Wren Robertz - Planton
- Norma Wick : le reporter
- Tony Marr : le gérant du motel

### Épisode 13:Âmes damnées
- États-Unis : 26 janvier 1996 sur FOX
- France : 12 octobre 1996 sur M6

- États-Unis : 16,04 millions de téléspectateurs[1] (première diffusion)

- Lisa Robin Kelly : Terry Roberts
- Dana Wheeler-Nicholson : Angela White
- Wendy Benson Landes : Margi Kleijan
- Garry Davey : Bob Spitz
- Denalda Williams : Zirinka
- Gabrielle Miller : Brenda J. Summerfield
- Ryan Reynolds : Jay « Boom » DeBoom
- Tim Dixon : Dr. Richard Godfrey
- Ryk Brown : ministre
- Jeremy Radick : Eric Bauer
- Russell Porter : Scott Williams

- Les comportements étranges de Scully (fumant une cigarette), Mulder (buvant de la vodka) ainsi que l'inspectrice Angela White (excès de libido) sont probablement dus à l'alignement des planètes.

### Épisode 14:Le Visage de l'horreur
- États-Unis : 2 février 1996 sur FOX
- France : 12 octobre 1996 sur M6

- États-Unis : 18,32 millions de téléspectateurs[1] (première diffusion)

- Mitch Pileggi : Walter Skinner
- Kurtwood Smith : l'agent Bill Patterson
- Susan Bain : l'agent Sheherlis
- Kasper Michaels : le jeune agent
- Levani Outchaneichvili : John Mostow
- Greg Thirloway : l'agent Greg Nemhauser
- Zoran Vukelic : Peter, le modèle de nu
- John Milton Brandon : Aguirre
- James Mcdonnell : le souffleur de verre

### Épisode 15:L'Épave,1repartie
- États-Unis : 9 février 1996 sur FOX
- France : 19 octobre 1996 sur M6

- États-Unis : 16,44 millions de téléspectateurs[1] (première diffusion)

- Mitch Pileggi : Walter Skinner
- Nicholas Lea : Alex Krycek
- Robert Clothier : le commandant Johansen
- Jo Bates : Jeraldine Kallenchuk
- Ari Solomon : Gauthier
- Kimberly Unger : Joan Gauthier
- Paul Batten : Dr. Seizer
- Morris Panych : l'homme aux cheveux gris
- Lenno Britos : Luis Cardinal
- Tegan Moss : Dana Scully, jeune
- Tom Scholte : Johansen, jeune

### Épisode 16:L'Épave,2epartie
- États-Unis : 16 février 1996 sur FOX
- France : 19 octobre 1996 sur M6

- États-Unis : 16,71 millions de téléspectateurs[1] (première diffusion)

- Mitch Pileggi : Walter Skinner
- William B. Davis : l'homme à la cigarette
- Nicholas Lea : Alex Krycek
- Don S. Williams : le premier aîné
- John Neville : l'homme bien manucuré
- Kevin McNulty : l'agent Fuller
- Tom Braidwood : Melvin Frohike
- Bruce Harwood : John Fitzgerald Byers
- Dean Haglund : Richard Langly
- Lenno Britos : Luis Cardinal
- Brendan Beiser : l'agent Pendrell
- Suleka Mathew : l'agent Linda Caleca
- Dmitry Chepovetsky : William « Bill » Mulder, jeune

### Épisode 17:Autosuggestion
- États-Unis : 23 février 1996 sur FOX
- France : 28 septembre 1996 sur M6

- États-Unis : 16,2 millions de téléspectateurs[1] (première diffusion)

- Mitch Pileggi : Walter Skinner
- Robert Wisden : Robert Patrick Modell
- Vic Polizos : l'agent Frank Burst
- Julia Arkos : Holly
- Steve Bacic : l'agent Collins
- Meredith Bain Woodward : l'avocat commis d'office
- Roger Cross : le lieutenant du SWAT

### Épisode 18:Malédiction
- États-Unis : 8 mars 1996 sur FOX
- France : 12 octobre 1996 sur M6

- États-Unis : 17,38 millions de téléspectateurs[1] (première diffusion)

- Vic Trevino : Dr. Alonso Bilac
- Janne Mortil - Mona Wustner
- Gordon Tootoosis - Shaman
- Tom McBeath : Dr. Lewton
- Ron Sauvé : M. Decker
- Alan Robertson : Carl Roosevelt
- Garrison Christiohn : Dr. Winters

- La trame de cet épisode ressemble étrangement au film Relic, sorti en 1997 et qui est basé sur un roman publié en 1995.
- La traduction du titre original est présente dans les bonus DVD de la 3e saison[pas clair].

### Épisode 19:La Règle du jeu
- États-Unis : 29 mars 1996 sur FOX
- France : 19 octobre 1996 sur M6

- États-Unis : 14,86 millions de téléspectateurs[1] (première diffusion)

- Doug Abrahams : lieutenant Neary
- Dina Ha : Dr. Wu
- James Hong : Hard-Faced Man
- Ed Hong Louie : l'homme à l'argent
- Lucy Liu :  Kim
- B. D. Wong - l'inspecteur Glen Chao

### Épisode 20:Le Seigneur du magma
- États-Unis : 12 avril 1996 sur FOX
- France : 26 octobre 1996 sur M6

- États-Unis : 16,08 millions de téléspectateurs[1] (première diffusion)
- France : 4,5 millions de téléspectateurs[2] (première diffusion)

- Charles Nelson Reilly : Jose Chung
- William Lucking : Roky Crikenson
- Daniel Quinn : Jack Schaeffer
- Jesse Ventura : un homme en noir
- Alex Trebek : un homme en noir

- Le titre original de l'épisode ainsi que la mise en scène, font allusion à un film de science-fiction « nanardesque » réalisé par Ed Wood et sorti en 1959 : Plan 9 from Outer Space.
- L'enquête n'est racontée qu'indirectement par Scully et Jose Chung.
- Cet épisode, largement auto-parodique, réalise le record d’audience de la série en France[3].
- Le personnage de Jose Chung fait incursion dans la seconde saison de la série dérivée MillenniuM, dans l'épisode Le Jugement dernier (Jose Chung's Doomsday Defense).

### Épisode 21:La Visite
- États-Unis : 26 avril 1996 sur FOX
- France : 26 octobre 1996 sur M6

- États-Unis : 14,62 millions de téléspectateurs[1] (première diffusion)

- Mitch Pileggi : Walter Skinner
- William B. Davis : l'homme à la cigarette
- Tom Mason : l'inspecteur Waltos
- Jennifer Hetrick : Sharon Skinner
- Amanda Tapping : Carina Sayles
- Malcolm Stewart : l'agent Bonnecaze
- Morris Panych : l'homme aux cheveux gris
- Brendan Beiser : l'agent Pendrell

### Épisode 22:Les Dents du lac
- États-Unis : 3 mai 1996 sur FOX
- France : 2 novembre 1996 sur M6

- États-Unis : 16 millions de téléspectateurs[1] (première diffusion)

- Mark Acheson : Ted Bertram
- R. Nelson Brown : Ansel Bray
- Chris Ellis : le shérif Lance Hindt
- Peter Hanlon : Dr. Bailey
- Tyler Labine : le fumeur

- Les trame et lieux d'un film réalisé en 1999, Lake Placid, ressemblent fortement à ceux de l'épisode.
- Une erreur est commise dans le doublage français de l'épisode : lorsque Mulder énumère à Scully des créatures lacustres légendaires, il situe le lac Okanagan (où vivrait l'Ogopogo) au Japon, alors qu'il se trouve en Colombie-Britannique (Canada).

### Épisode 23:Hallucinations
- États-Unis : 10 mai 1996 sur FOX
- France : 26 octobre 1996 sur M6

- États-Unis : 14,48 millions de téléspectateurs[1] (première diffusion)

- Mitch Pileggi : Walter Skinner
- William B. Davis : l'homme à la cigarette
- Steven Williams : Monsieur X
- Sheila Larken : Margaret Scully
- Tom Braidwood : Melvin Frohike
- Bruce Harwood : John Fitzgerald Byers
- Dean Haglund : Richard Langly
- Colin Cunningham : Dr. Henry Stroman

- Dans cet épisode, on apprend que Mulder est daltonien.
- Les enfants regardent Piège de cristal, autre production de la Fox, à la télévision.

### Épisode 24:Anagramme
- États-Unis : 17 mai 1996 sur FOX
- France : 2 novembre 1996 sur M6

- États-Unis : 17,86 millions de téléspectateurs[1] (première diffusion)

- Mitch Pileggi : Walter Skinner
- William B. Davis : l'homme à la cigarette
- Steven Williams : Monsieur X
- Rebecca Toolan : Teena Mulder
- Peter Donat : William Mulder
- Jerry Hardin : Gorge profonde
- Brian Thompson : le tueur
- Roy Thinnes : Jeremiah Smith

- Le tire original Talitha Cumi est tiré de la Bible et signifie en araméen : « Lève-toi, jeune fille »[5].